# Troisième œil (ésotérisme)
Pour les articles homonymes, voir Troisième œil.

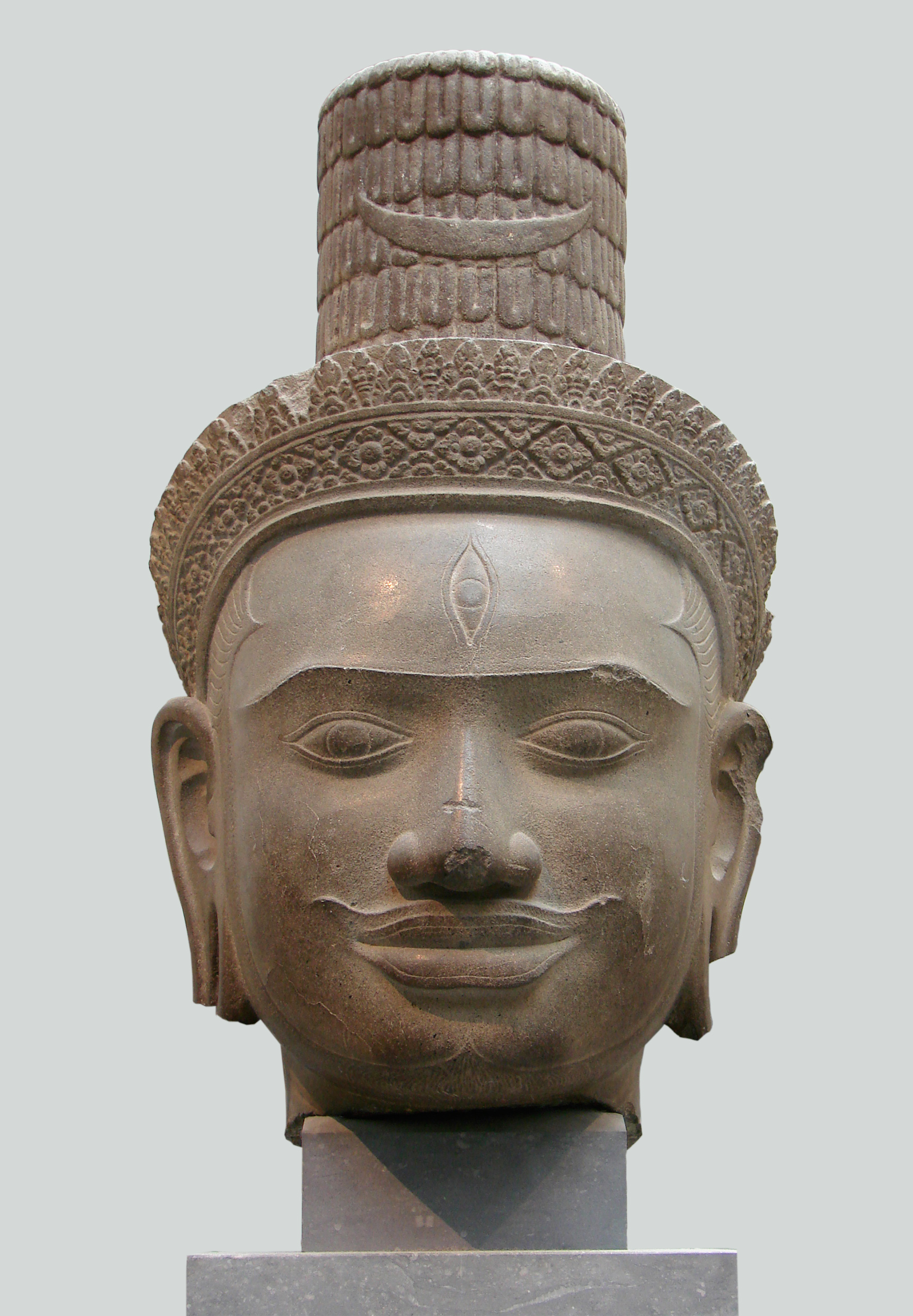
Le troisième œil sur le front d'une statue de Shiva au Cambodge.

Le troisième œil (également dit « œil intérieur » ou « œil de l’âme ») est une métaphore mystique et ésotérique d'origine orientale qui désigne, au-delà des yeux physiques, un troisième regard, celui de la connaissance de soi. Dans certaines traditions, le troisième œil est symboliquement placé sur le front, entre les sourcils.

## Dans l’hindouisme et le bouddhisme
En Inde, le troisième œil est appelé jnana chakshus, l’œil de la connaissance, ou encore gyana chakshu. Il est localisé au niveau du sixième chakra, dit « ajna chakra ». Les divinités ou les saints sont représentés avec un point ou une marque sur le front à cet effet.

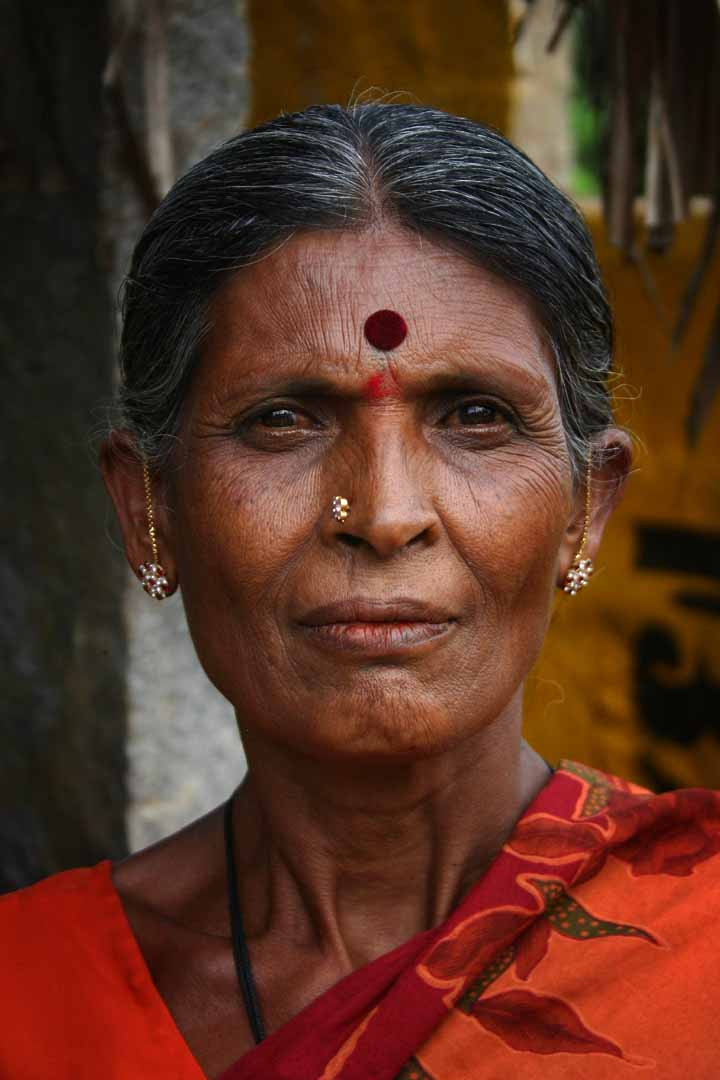
En Inde, le tilak (ou bindi) se porte sur le front comme un troisième œil.

Dans les Upanishads, un être humain est décrit comme une cité aux dix portes : les neuf portes (deux yeux, deux narines, deux oreilles, bouche, urètre, anus) conduisent au monde des sens, le troisième œil est la dixième porte qui conduit au monde intérieur,.
Dans le bouddhisme c'est l’Urna qui symbolise cet œil. On le retrouve sur les statues des bouddhas et des bodhisattvas des IIe et IIIe siècles et correspondrait avec l'atteinte de la quatrième terre des bouddhas et boddhisattvas, sorte de non-retour potentiel correspondant à la conviction de la vérité du noble sentier octuple.

## Dans le taoïsme et les pratiques méditatives
Dans le taoïsme et d’autres mouvements religieux chinois, « l’entraînement du troisième œil » implique de focaliser l’attention sur un point entre les sourcils, les yeux fermés. Cette pratique conduirait à « l’ouverture du troisième œil ».
Par extension, de nombreuses pratiques de méditation conseillent de porter l'attention sur une partie de la tête, le nez, l'arrière du crâne ou la zone du front attribuée au troisième œil selon le même principe.

## Heindel
Dans les « enseignements de la sagesse occidentale » de Max Heindel, ce dernier évoque deux petits organes dans le cerveau qu’il appelle le corps pituitaire et la glande pinéale. Cette dernière glande est parfois décrite dans le milieu médical comme « le troisième œil atrophié ». Ces deux organes seraient, selon cet auteur, en état de sommeil. Quand ils se réveilleront, l’homme serait alors capable de perceptions nouvelles, extra-sensorielles.

## Lobsang Rampa
Lobsang Rampa, auteur britannique, a publié en novembre 1956 un best-seller intitulé Le troisième œil qui fut à l'origine d'un engouement précurseur pour ce thème. Le titre du livre fait allusion à une opération chirurgicale consistant à percer un petit orifice dans le front de Rampa pour « ouvrir » son troisième œil et lui donner, entre autres, le pouvoir de voir l'aura. (Les écrits de cet auteur sont sujets à caution, voir l'article Lobsang Rampa.)

## La glande pinéale

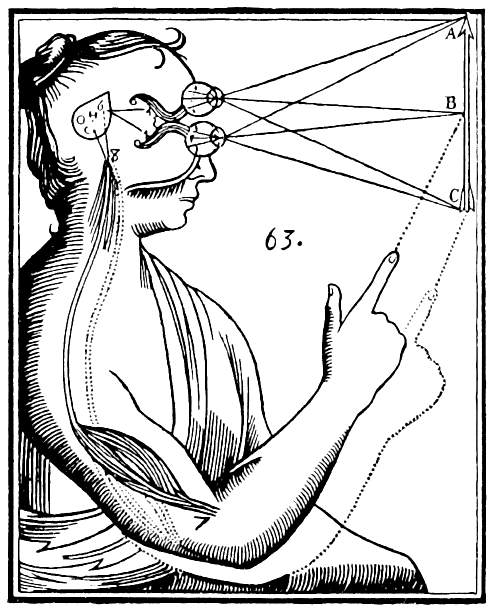
Dessin de Descartes expliquant la fonction de la glande pinéale.

Certains auteurs ont donc suggéré que ce troisième œil désignerait en fait la glande pinéale, qui se trouve entre les deux hémisphères du cerveau. Les pinéalocytes (en), cellules que l’on trouve dans la glande pinéale, ont en effet une ressemblance avec les photorécepteurs de l’œil et cette glande sécrète du diméthyltryptamine, réputé pour avoir produit des expériences de mort imminente[réf. nécessaire].
Quelques espèces d’animaux, dont certains reptiles, peuvent percevoir la lumière par un « troisième œil » pariétal, une structure associée à la glande pinéale et servant à réguler les rythmes circadiens. Chez le mammifère, c'est par l'intermédiaire du noyau suprachiasmatique qu'est réglé le rythme, la glande pinéale de son côté permet la synchronisation aux rythme extérieur du jour et de la nuit. La glande pinéale produit la mélatonine, qui régule les rythmes circadiens et joue également un rôle dans le système immunitaire. Pour toutes ces raisons, cette glande est l'objet de spéculations diverses en rapport avec le troisième œil de l’ésotérisme.
Le philosophe français René Descartes parlait de la glande pinéale comme du « siège de l’âme ».